# 韓国国立劇場
国立劇場（こくりつげきじょう、朝鮮語: 국립중앙극장）は、大韓民国にある文化体育観光部傘下の国立劇場で、ソウル特別市中区奨忠洞の南山中腹に所在する。

## 沿革
1950年4月に、日本統治時代に建てられた府民館を国立劇場として開館したが、朝鮮戦争により消失し、大邱に臨時の劇場を建設し利用した。戦後の1957年6月に明洞の芸術会館（旧明治座、ko:명치좌）を引き受け、国立劇場として利用するようになり、現在では国立劇団、国立唱劇団、国立舞踊団、国立国楽管弦楽団など、4つの公演団が所属している。
現在の劇場は、1973年10月17日に開館したものであり、世宗文化会館が開館されるまでは、ソウルの代表的な劇場として使用された。1974年には日本の警察から強奪された拳銃を使用した在日韓国人による大統領暗殺未遂事件が起きた（文世光事件）。1983年と1991年にそれぞれ芸術講座と文化学校が開設•開校され、2000年には責任運営機関となった。
南山に移転したことにより廃止された明洞の旧国立劇場の建物は、オフィスビルとして使用されていたが、撤去する方針が発表された。2006年に政府が建物と敷地を買い入れ、本来の用途である劇場に戻すための改築工事を実施し、2009年6月に明洞芸術劇場（명동예술극장）として開館した。

## 施設紹介

### 日の出劇場
建立当初の名称は大劇場だったが、2000年に現在の名称となった。2004年に大々的な改築工事を経て再開館し、座席数は1563席となっている。オーケストラフィートと回転舞台、昇降舞台等の施設も備えており、唱劇等の舞台作品の公演場としても使用されている。

### 月の出劇場
建立当時の名称は小劇場だったが、日の出劇場と同様に2000年に改称された。改築工事後の2005年に再開館し、座席数は427席となっている。パンソリや演劇、小規模ミュージカル等の公演に使用されている。

### 星の出劇場
2001年に現在の名称で開館し、座席数は100席前後の可変式となっている。小規模あるいは実験的な舞台芸術の公演場として使用されている。

### 空劇場
2002年に開場した野外公演場で、約600席の半輪階段式座席のほか、最先端の音響施設、移動式照明を完備。音楽会、フェスティバル、テスト公演等を使用されている。

### その他の施設
日の出劇場と月の出劇場のロビーに、来客者の為のカフェと売店、切符売り場等があり、劇場の前の文化広場にも軽食と飲み物を売る露天商通りが位置している。日の出劇場の1階には子供プレイルームとギフトショップ、インターネットを利用することができる顧客サービス室も用意されており、高級宮廷料理の専門店も入店している。

## 常在団体
国立劇団と国立唱劇団、国立舞踊団、国立国楽管弦楽団等といった、主に伝統芸術関連団体たちが常在公演団体として入居している。国立バレエ団と国立合唱団、国立オペラ団は 2000年に財団法人として独立して芸術の殿堂に移り、KBS交響楽団も国立交響楽団に改称されていた1969～81年の間には常在団体だった。1987年からはコリアンシンフォニーオーケストラも常在したが、2001年に芸術の殿堂に移転した。

## 交通
- ソウル交通公社3号線・東大入口駅